# Wiązowna
Wiązowna is een dorp in het Poolse woiwodschap Mazovië, in het district Otwocki. De plaats maakt deel uit van de gemeente Wiązowna en telt 980 inwoners.